# Anomis argillacea
Anomis argillacea là một loài bướm đêm trong họ Erebidae.